# Atelopus dimorphus
Atelopus dimorphus là một loài cóc thuộc họ Bufonidae.
Đây là loài đặc hữu của Peru.
Môi trường sống tự nhiên của chúng là vùng núi ẩm nhiệt đới hoặc cận nhiệt đới và sông ngòi.